# Yiğityolu, Bağlar
Yiğityolu là một xã thuộc quận Bağlar, tỉnh Diyarbakır, Thổ Nhĩ Kỳ. Dân số thời điểm năm 2008 là 612 người.